# دوکا مادوریرا
دوکا مادوریرا (به پرتغالی: Francisco Lima da Silva) هافبک اهل برزیل است که در شهر سنا مادوریرا, Acre و در تاریخ ۱۱ فوریهٔ ۱۹۸۴ به دنیا آمده‌است.
دوکا مادوریرا در تیم‌های فوتبال Rio Branco، Bahia، Goiás، Litex Lovech، بلدیه‌اسپور استانبول سابقهٔ حضور دارد.